# Pseudomyrmex holmgreni
Pseudomyrmex holmgreni é uma espécie de formiga do género Pseudomyrmex, subfamilia Pseudomyrmecinae.

## História
Esta espécie foi descrita cientificamente por Wheeler em 1925.